# Фундень (комуна, Галац)
Фундень, Фундені (рум. Fundeni) — комуна у повіті Галац в Румунії. До складу комуни входять такі села (дані про населення за 2002 рік):
- Лунгоч (562 особи)
- Фунденій-Ной (823 особи) — адміністративний центр комуни
- Хану-Конакі (2605 осіб)

Комуна розташована на відстані 170 км на північний схід від Бухареста, 41 км на північний захід від Галаца.

## Населення
За даними перепису населення 2002 року у комуні проживали 3990 осіб. Усі жителі комуни рідною мовою назвали румунську.
Національний склад населення комуни:
| Національність | Кількість осіб | Відсоток |
| -------------- | -------------- | -------- |
| румуни         | 3988           | 99,9%    |
| цигани         | 1              | < 0,1%   |
| німці          | 1              | < 0,1%   |

Склад населення комуни за віросповіданням:
| Релігія            | Кількість осіб | Відсоток |
| ------------------ | -------------- | -------- |
| православні        | 3952           | 99,0%    |
| бретрени           | 17             | 0,4%     |
| адвентисти         | 9              | 0,2%     |
| не вказали релігію | 4              | 0,1%     |

## Зовнішні посилання
- Дані про комуну Фундень на сайті Ghidul Primăriilor